# Maurice Vauthier (écrivain)
Pour les articles homonymes, voir Maurice Vauthier et Vauthier.
Maurice Marie Louis Vauthier, né à Shanghai le 9 septembre 1921 et mort à Rambouillet le 31 août 2007, est un écrivain français.

## Biographie
Maurice Vauthier, docteur en droit, publie essentiellement des romans de jeunesse en particulier pour la collection Signe de piste. Trois de ses ouvrages furent couronnés par l'Académie française.
Né en Chine où son père enseignait les sciences à l'institut français "L'Aurore", son enfance se déroule en Saintonge. Il fait ses études au collège Notre-Dame de Recouvrance. Louveteau, il est membre de la 1re Saintes - Saint Eutrope et restera fidèle à ses années de scoutisme. Durant ses études de droit, il devient dirigeant puis fédéral du mouvement Cœurs Vaillants. 
Pendant la Seconde Guerre Mondiale, il est requis comme bucheron dans le cadre du S.T.O et prend des produits dopants pour tenir ce qui altère définitivement sa santé.
Son premier ouvrage, Faon l’héroïque, fit l'objet d'un film amateur en super 8 mm d'une durée de 90 minutes.
Membre de l'association des Amis du Signe de Piste depuis sa création, Maurice Vauthier est resté l'un de ses plus mystérieux auteurs en raison d'une santé vacillante l'empêchant de participer aux séances de dédicaces et autres évènements.

## Publications
Dans les collections Signe de piste
Cycle des enfants meurtris = Cycle des jeunes vainqueurs
- Faon l'héroïque, 1962, grand prix du Salon de l'Enfance, prix Sobrier-Arnould de l'Académie française 1963
- La Vengeance de Gildas, 1971
- Aimer Guy-Loup, 1979

Cycle des Amaël
- Amaël, 1981
- Le Sang des Amaël, 1984
- Amaël Prince de la jeunesse, 1986

Aventure, histoire et fantaisie
- Rue de la Poste-aux-chevaux, 1959
- La Terrible Bombe X, 1964
- Mont-Sauvage, 1958, réédité sous le titre Neuf plumes rouges
- Écoute, petit loup..., prix Sobrier-Arnould de l'Académie française 1961.
- Quand chantera l'oiseau Quetzal, 1974
- Croisade en fraude, 1977
- Fils d'Alexandre, 1987
- La Fille de Minos, 1996

Chez d'autres éditeurs
- La Planète Kalgar, 1966, prix Sobrier-Arnould de l'Académie française 1967.
- Des galères pour Saint Marc !, 1974
- Santos, 1976, réédité en 1993 sous le titre L'homme de Citadelle
- Les Jean de l'Aumaille, 1993
- Vespasien, 1995
- Je t'appelle Zabur, Editions du Cerf, 1996 - version romancée de l'essai de Maurice Bellet "Le Dieu pervers"[5].
- Bombes en bémol, 1998

Rééditions à l'étranger
- La Planète Kalgar : éditions brésilienne, polonaise et italienne
- La Vengeance de Gildas : édition italienne